# منشأة عبد المجيد
قرية منشاة عبد المجيد هي إحدى القرى التابعة لمركز أطسا في محافظة الفيوم في جمهورية مصر العربية. حسب إحصاءات سنة 2006، بلغ إجمالي السكان في منشاة عبد المجيد 17177 نسمة، منهم 8793 رجل و8384 امرأة.